# リカルド・ナニータ
リカルド・マイケル・ナニータ（Ricardo Michael Nanita、1981年6月12日 - ）は、 ドミニカ共和国サントドミンゴ出身の元プロ野球選手（外野手）。左投左打。

## 経歴

### プロ入りとマイナー時代
2003年のMLBドラフト14巡目（全体412位）でシカゴ・ホワイトソックスから指名され入団。ルーキー級グレートフォールズ・ホワイトソックスで47試合に出場し、5本塁打37打点11盗塁、打率.384だった。
2004年はA+級ウィンストン・セーラム・ワルホグズとA級カナポリス・インティミデイターズでプレー。
2005年はA+級ウィンストン・セーラムで120試合に出場し、9本塁打54打点14盗塁、打率.292だった。
2006年はAA級バーミングハム・バロンズで106試合に出場し、8本塁打42打点11盗塁、打率.286だった。
2007年はAA級バーミングハムで123試合に出場し、5本塁打42打点10盗塁、打率.260だった。
2008年はAA級バーミングハムで111試合に出場し、9本塁打51打点14盗塁、打率.286だった。オフに行われたルール・ファイブ・ドラフトで、ワシントン・ナショナルズから指名され移籍。
2009年は開幕をメキシカンリーグのモンテレイ・サルタンズで迎え、5月からはベラクルス・レッドイーグルスでプレー。7月からルーキー級ガルフ・コーストリーグ・ナショナルズでプレーし、9試合に出場した。
2010年はメキシカンリーグのタバスコ・キャトルメンでプレー。62試合に出場し、6本塁打30打点1盗塁、打率.341だった。8月30日にトロント・ブルージェイズとマイナー契約を結んだ。AA級ニューハンプシャー・フィッシャーキャッツで6試合に出場した。
2011年はAA級ニューハンプシャーとAAA級ラスベガス・フィフティワンズでプレー。AAA級では51試合に出場し、8本塁打33打点6盗塁、打率.363だった。
2012年1月6日にブルージェイズとマイナー契約で再契約した。AAA級ラスベガスで93試合に出場し、12本塁打62打点3盗塁、打率.306だった。オフの11月21日にブルージェイズとマイナー契約で再契約を結んだ。
2013年は招待選手としてスプリングトレーニングに参加した。シーズン開幕前の3月に開催された第3回ワールド・ベースボール・クラシック(WBC)のドミニカ共和国代表に選出された。同大会でドミニカ共和国は優勝している。
シーズンはAA級ニューハンプシャーで開幕を迎えた。5月にAAA級バッファロー・バイソンズへ昇格。AAA級では38試合に出場し、2本塁打14打点1盗塁、打率.261だった。
2014年1月20日にブルージェイズとマイナー契約で再契約した。スプリングトレーニングには、招待選手として参加し、終了後、傘下AAAのバッファロー・バイソンズへ異動した。5月17日に、メキシカンリーグのキンタナロー・タイガースへ移籍した。オフに、リーガ・デ・ベイスボル・プロフェシオナル・デ・ラ・レプブリカ・ドミニカーナのアギラス・シバエーニャスに参加した。

### 中日時代
2014年12月15日に中日ドラゴンズと契約を結んだ。
2015年3月27日の阪神タイガース戦で初出場を果たす。4月14日の対阪神戦では来日後初のサヨナラヒットを放った。持病の腰痛や左肘痛に悩まされ58試合出場に留まり本塁打も0本だったものの、打率は3割8厘をマークした。8月には左肘の遊離軟骨除去手術を受けた。
2016年は開幕当初は代打出場が中心だったが、4月12日の広島東洋カープ戦からは5番に入り、4月23日の東京ヤクルトスワローズ戦では小川泰弘から来日初本塁打を放った。20試合連続安打を記録し活躍したが、7月下旬に登録抹消された。8月9日に一軍登録されるが、怪我の影響で8月16日に登録抹消され、そのままシーズンを終えた。10月30日に球団は契約更新をしない方針であることが報道され、12月2日、自由契約公示された。

### 中日退団後
2017年1月に左肘トミー・ジョン手術を受けた。そして、無所属のまま2017年シーズンを全休し、リハビリに専念することを明らかにした。5月にはキャッチボールを再開。将来的にはオフのウィンター・リーグで実戦復帰したのち、2018年からのNPB復帰を目指していた。
しかし、NPBでナニータを獲得する球団はなく、2018年はメキシコのオアハカ・ウォーリアーズで4試合プレーしたのみに留まった。同年8月、母国ドミニカ共和国でプレー中にフェンスに激突、右腕数カ所を骨折する重傷を負った。

### 現役引退後
2018年限りで現役を引退し、サントドミンゴ近郊で私設アカデミーを経営している。
2020年よりミネソタ・ツインズ傘下ルーキー級のドミニカン・サマーリーグ・ツインズの打撃コーチに就任した。

## 選手としての特徴・人物
俊足巧打の外野手。打撃では巧なバットコントロールと勝負強さが武器。
エクトル・ルナ、アンダーソン・エルナンデスと3人で、自身等の出身であるドミニカ共和国のイニシャルであるDをとり「3D」と呼ばれていた。
ブルージェイズ3A時代に同僚だった川﨑宗則とは親友であり、彼を「ジャパニーズ・ブラザー」と呼んでいる。ナニータは「（川﨑は）自分の兄弟のように思っている。彼の奥さんから毎日、おにぎりをもらっていたよ」と振り返っている。
2015年シーズン終了後、オフに肉体改造に着手。体重を12キロ減らし、体脂肪率も半減させ話題となった。
専用の応援歌は用意されていないが、「ナニ～タ！ナニ～タ！ナニ～タ！オイオイオイ！」という専用コールが存在する（元ネタは2015年までJリーグ・名古屋グランパスに所属していたダニルソン・コルドバのチャント）。球場全体で盛り上がる応援として定着し、ナニータ自身も気に入っている。

## 詳細情報

### 年度別打撃成績
| 年 度    | 球 団    | 試 合 | 打 席 | 打 数 | 得 点 | 安 打 | 二 塁 打 | 三 塁 打 | 本 塁 打 | 塁 打 | 打 点 | 盗 塁 | 盗 塁 死 | 犠 打 | 犠 飛 | 四 球 | 敬 遠 | 死 球 | 三 振 | 併 殺 打 | 打 率 | 出 塁 率 | 長 打 率 | O P S |
| -------- | -------- | ----- | ----- | ----- | ----- | ----- | -------- | -------- | -------- | ----- | ----- | ----- | -------- | ----- | ----- | ----- | ----- | ----- | ----- | -------- | ----- | -------- | -------- | ----- |
| 2015     | 中日     | 52    | 169   | 156   | 9     | 48    | 12       | 0        | 0        | 60    | 15    | 1     | 0        | 1     | 1     | 9     | 0     | 2     | 24    | 4        | .308  | .351     | .385     | .736  |
| 2016     | 中日     | 92    | 340   | 319   | 32    | 91    | 16       | 0        | 8        | 131   | 35    | 0     | 1        | 0     | 4     | 15    | 0     | 2     | 52    | 9        | .285  | .318     | .411     | .728  |
| NPB：2年 | NPB：2年 | 144   | 509   | 475   | 41    | 139   | 28       | 0        | 8        | 191   | 50    | 1     | 1        | 1     | 5     | 24    | 0     | 4     | 76    | 13       | .293  | .329     | .402     | .731  |

### 年度別守備成績
| 年 度 | 球 団 | 外野  | 外野  | 外野  | 外野  | 外野  | 外野     |
| 年 度 | 球 団 | 試 合 | 刺 殺 | 補 殺 | 失 策 | 併 殺 | 守 備 率 |
| ----- | ----- | ----- | ----- | ----- | ----- | ----- | -------- |
| 2015  | 中日  | 41    | 53    | 2     | 2     | 0     | .965     |
| 2016  | 中日  | 78    | 107   | 3     | 3     | 0     | .973     |
| NPB   | NPB   | 119   | 160   | 5     | 5     | 0     | .971     |

### 記録
NPB
- 初出場：2015年3月27日、対阪神タイガース1回戦（京セラドーム大阪）、10回表に浅尾拓也の代打で出場
- 初先発出場：2015年3月29日、対阪神タイガース3回戦（京セラドーム大阪）、5番・左翼手で先発出場
- 初打席・初安打：同上、1回表に藤浪晋太郎から左前安打
- 初打点：2015年4月9日、対東京ヤクルトスワローズ3回戦（明治神宮野球場）、5回表に新垣渚から右前適時打
- 初盗塁：2015年7月1日、対横浜DeNAベイスターズ13回戦（沖縄セルラースタジアム那覇）、8回表に二盗（投手：国吉佑樹、捕手：髙城俊人）
- 初本塁打：2016年4月23日、対東京ヤクルトスワローズ5回戦（ナゴヤドーム）、3回裏に小川泰弘から右越2ラン

### 背番号
- 60 （2015年 - 2016年）

### 登場曲
- 『Patiently Waiting』50 cent, Eminem（1・2打席）、『Trophies』Young Money, Drake（3打席以降）（2015年‐）

### 代表歴
- 2013 ワールド・ベースボール・クラシック・ドミニカ共和国代表